# Lythria semipurpurata
Lythria semipurpurata är en fjärilsart som beskrevs av Pfiau 1928. Lythria semipurpurata ingår i släktet Lythria och familjen mätare. Inga underarter finns listade i Catalogue of Life.